# 聖羅莎 (加利福尼亞州)
聖塔羅莎（英語：Santa Rosa）是美國加利福尼亞州索諾馬縣的一個市，也是該郡的首府。市政府建制於1868年3月26日，面積104.6平方公里，根據2010年美國人口普查共住有人口16萬7815人。聖塔羅莎是加州北海岸（North Coast）和美酒之鄉 (Wine Country)地區、以及北舊金山灣區人口最多的市，在灣區排名第五，次於聖荷西、舊金山、奧克蘭、和費利蒙，並是加州人口第26多的市。

## 姐妹城市
- 大韓民國濟州市
- 乌克兰切爾卡瑟
- 墨西哥洛斯莫奇斯